# Bonaparte-tinamu
A Bonaparte-tinamu (Nothocercus bonapartei) a madarak osztályának tinamualakúak (Tinamiformes) rendjébe és a tinamufélék (Tinamidae) családjába tartozó faj.

## Rendszerezése
A fajt George Robert Gray angol zoológus írta le 1867-ben, a Tinamus nembe Tinamus bonapartei néven.  Nevét és tudományos faji nevét Charles Lucien Jules Laurent Bonaparte francia természettudósról kapta.

## Alfajai
- Nothocercus bonapartei bonapartei (G. R. Gray, 1867)
- Nothocercus bonapartei discrepans Friedmann, 1947
- Nothocercus bonapartei frantzii (Lawrence, 1868)
- Nothocercus bonapartei intercedens Salvadori, 1895
- Nothocercus bonapartei plumbeiceps Lonnberg & Rendahl, 1922[2]

## Előfordulása
Costa Rica, Panama, Ecuador, Kolumbia, Peru és Venezuela területén honos. Természetes élőhelyei a szubtrópusi és trópusi síkvidéki és hegyi esőerdők. Állandó, nem vonuló faj.

## Megjelenése
Testhossza 41 centiméter, testtömege 850-1000 gramm.

## Életmódja
Gyümölcsökkel és kis állatokkal, mint például a gyíkokkal, békákkal és az egerekkel táplálkozik.

## Természetvédelmi helyzete
Az elterjedési területe nagyon nagy, egyedszáma ugyan csökken, de még nem éri el a kritikus szintet. A Természetvédelmi Világszövetség Vörös listáján nem fenyegetett fajként szerepel.